# Ruta Sepetys
Ruta Sepetys, även Rūta Šepetys, född den 19 november 1967, är en amerikansk författare som skriver historisk fiktion. Hon har toppat New York Times bestseller-lista och internationella topp-listor, och har tilldelats Carnegiemedaljen.
Hon är en Rockefeller Foundation Bellagio Fellow. Hennes böcker har publicerats i över 50 länder och på över 30 språk.

## Biografi
Sepetys föddes i Detroit som dotter till litauiska flyktingar. Hon tog en B.Sc. i internationell ekonomi vid Hillsdale College. Hon har studerat vid Centre d’études Européennes i Toulon, Frankrike och vid ICN Business School i Nancy, Frankrike. Efter att hon tagit sin examen flyttade hon till Los Angeles, där hon startade Sepetys Entertainment Group, ett företag i underhållningsbranschen som förmedlade artister som gitarristen Steve Vai, låtskrivaren Desmond Child och filmmusikskaparen Niels Bye Nielsen. 2002 var Sepetys med i en specialutgåva av Rolling Stone magazine ”Women in Rock” där hon presenterades som en kvinna med ambition att göra skillnad. Hon är ledare för Make a Noise Foundation, en nationell välgörenhetsorganisation som samlar in pengar för musikutbildning.
Sepetys publicerade sin första novell 2011 och bor numera (2018) i Nashville, Tennessee. Hon har beskrivits som en som letar upp bortglömda historier (”Seeker of lost stories”), där hon önskar ge röst åt de som själva inte haft möjlighet att berätta sin historia.

### Between Shades of Gray (Strimmor av hopp)
Hennes första novell Between Shades of Gray beskriver det baltiska folkmordet efter Sovjetunionens ockupation 1941. Boken fick bra kritik och har översatts till mer än 30 olika språk. Boken är en nyckelroman, med fiktiva romanfigurer invävda bland verkliga händelser och upplevelser. Sepetys framhåller att novellen representerar de extrema lidanden de baltiska folken utsattes för, men också hoppet som höll dem uppe. I mars 2013 blev hon den första amerikanska barn- och ungdomsförfattaren som bjöds in till EU-parlamentet. Hennes samtal med parlamentsledamöter i Bryssel kretsade kring boken, historien kring det totalitära styret i Baltikum, samt betydelsen av historisk fiktion. Filmen Ashes in the Snow (2018) bygger på boken.
Boken skrevs ursprungligen för barn och ungdomar, men har fått läsare i alla åldrar.

### Out of the Easy (Färgen på drömmar)
Sepetys andra novell Out of the Easy släpptes den 12 februari 2013 och skildrar Josie Moraine, en ung kvinna på 1950-talet som bor i de franska kvarteren i New Orleans som kämpar med att bryta upp från sin familj och själv ta kommandot över sin framtid. Berättelsen undersöker feministiska teman i efterkrigstidens USA. Novellen blev en New York Times bestseller och utsågs till Redaktörens val den 15 februari 2013.

### Salt to the Sea (Tårar i havet)
Sepetys senaste novell Salt to the Sea släpptes den 2 februari 2016, och beskriver evakueringen av flyktingar från Öst-Preussen 1945 och katastrofen med förlisningen av MV Wilhelm Gustloff.
Sänkningen av fartyget Wilhelm Gustloff är alltjämt (2018) historiens enskilt största maritima katastrof räknat i antalet dödsoffer (mellan 5 000 och 9 000), men är okänd för många. En recension i Publishers Weekly sa ”Sepetys levererar ännu en omtumlande historisk novell ... skickligt belyser hon glömda avsnitt i historien, och denna novell som kan få magen att vända sig av obehag är ett ovedersägligt vittnesbörd om mod och motstånd i en tid av krig och grymhet”. I recensionen i The New York Times skrevs ”Ruta Sepetys är en kämpe för människorna som så ofta glöms bort – hela folkgrupper som förlorats i historiens sprickor”.
I juni 2017 tilldelades Salt to the Sea Carnegiemedaljen för dess förmåga att stimulera empati och solidaritet.

## Utmärkelser

### 2013 – ”The Cross of Knight of the Order for Merits to Lithuania”
Den 6 juni 2013 tilldelades Ruta Sepetys ordensutmärkelsen ”The Cross of Knight of the Order for Merits to Lithuania”. Utmärkelsen överlämnades av Litauens president i en högtidlig ceremoni i presidentpalatset i Vilnius. Sepetys dekorerades för sina bidrag till utbildning och kultur i anslutning till hennes världsomspännande ansträngningar att göra historien om totalitära övergrepp i Baltikum känd.

### 2015 – The Rockefeller Foundation
2015 tilldelades Sepetys Rockefeller Foundations prestigefyllda vistelsestipendium i deras Bellagio Center i Lake Como, Italien. I egenskap av en Rockefeller Bellagio Fellow var Sepetys inbjuden att tillbringa en månad på Bellagio Center med möjlighet att träffa och samarbeta med andra inbjudna inflytelserika personer, artister och opinionsbildare som delar Rockefeller-stiftelsens målsättning att ”befrämja mänsklighetens välbefinnande”.

### 2017 – Carnegiemedaljen
Den 19 juni 2017 tilldelades Ruta Sepetys Carnegiemedaljen vid en ceremoni vid the Royal Institute of British Architecs i London. Hon var nominerad redan 2012 för Between Shades of Grade. Sepetys kommenterade utmärkelsen: ”Som en författare har jag en dragning till glömda och gömda historier. Historien kan skilja oss åt, men genom att läsa kan vi förenas i historier, studier och åminnelse. Det är det som är så mäktigt med böcker.”